# 北陸鉄道モハ5100形電車
北陸鉄道モハ5100形電車（ほくりくてつどうモハ5100がたでんしゃ）は、かつて北陸鉄道（北鉄）に在籍していた電車。全3両中2両は後年の改造によりモハ3760形と改称・改番され、1両はモハ5100形のまま、石川総線および浅野川線で使用された。

## 概要
1951年（昭和26年）に大阪・広瀬車両でモハ5101 - 5103の3両が新製され、石川総線に投入された。同時期に同じく広瀬車両で加南線向けに新製されたセミクロスシート車モハ5000形と共通設計で新製されたもので、石川総線初の17m級車体の大型車であった。

### 車体
両運転台構造の半鋼製2扉車体で、本形式も製造当初は両妻面とも非貫通構造であった。前述のようにモハ5000形と共通設計で新製された本形式であるが、観光路線向けに優美なデザインを追求したモハ5000形とは対照的に、屋根は普通構造とされ、窓枠上隅にRはなく、車内もロングシート仕様であった。窓配置はd2D7D2d（d：乗務員用扉, D：客用扉）で、北陸鉄道の車両に共通する事項として低いホームに合わせるために客用扉下部にはステップが設けられており、路面電車のように車体裾のラインが扉部分のみ少し引き下げられている。

### 主要機器
制御器はHL-74電磁単位スイッチ式手動加速制御器、主電動機は三菱電機製MB-64Cを1両当たり4基搭載し、台車は近畿車輛製KT-10形鋼組み立て式釣り合い梁式台車を装備する。これらはモハ5000形と同一の装備であった。制動装置はSME非常弁付直通空気ブレーキである。

## その後の経緯
1963年（昭和38年）にモハ5101が事故で被災し、復旧に際しては両妻面に貫通路を新設して幌枠を取り付け、運転台窓をHゴム固定化したため、他の2両とは外観上差異が生じた。モハ5102・5103の2両についても1969年（昭和44年）に貫通化が施工されたが、正面窓の寸法はモハ5101と比較してひと回り小型化されている。
なお、同時期には名古屋鉄道より購入された機器を使用して石川線所属車両の間接自動制御化・主要機器統一が進められたが、比較的後年まで間接非自動制御のまま残存した本形式は徐々に第一線から外れるようになり、1969年（昭和44年）にはモハ5101が浅野川線に転属している。

### 主要機器換装・モハ3760形へ改番
1971年（昭和46年）にモハ5102・5103が前述機器換装の対象となり、制御器を東洋電機製造製ES-152Bへ換装してモハ3760形3761・3762と改称・改番された。なお、主電動機の換装も同時に施工されたが、モハ3761は名鉄から購入した東洋製TDK-516を、モハ3762は芝浦電気製造（現・東芝）製SE-102をそれぞれ搭載し、モハ3762については台車を住友金属工業製KS-30L弓形釣り合い梁式台車に交換している。

### 車体更新

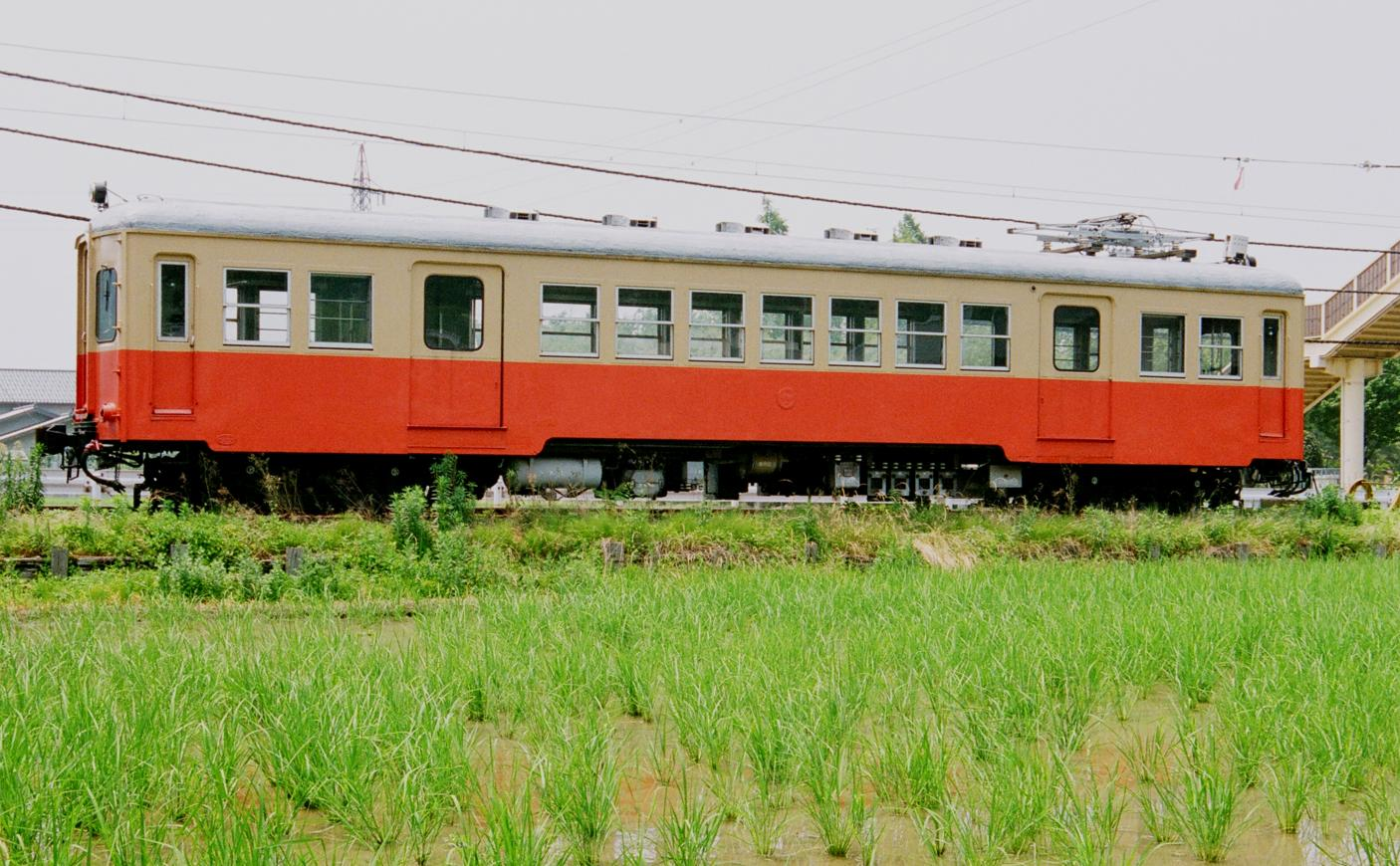
更新後の側面見付（モハ3761）
（2005年7月撮影）

その後、客用扉の鋼製化、戸袋窓および側窓上段のHゴム固定化が施工されたが、車体の老朽化が進んだことから、モハ3750形（元モハ5000形）に続いて1985年（昭和60年）にモハ3761が、翌1986年（昭和61年）にはモハ3762が自社工場で車体更新工事を施工された。工事内容は下記の通りである。
- 骨組を残して外板を全面的に張替え
- 正面向かって左側窓上に手動式行先表示幕を新設
- 側窓をユニットタイプのアルミサッシ化[注釈 8]・客用扉のステンレス化
- 車内内張りのアルミデコラ化、床材のリノリウム化

この結果、更新後のモハ3750形同様ウィンドウシル・ヘッダーが撤去されてノーシル・ノーヘッダーの平滑な車体となったが、雨樋の位置や窓配置等は原形と変わらなかったため、両形式は容易に区分できた。
なお、浅野川線へ転属したモハ5101は更新工事の対象外とされ、1987年（昭和62年）に側窓がバス用のユニットサッシに改造されるに留まっている。

### 晩年
1990年（平成2年）の7000系導入に伴って石川線全駅のホーム高さかさ上げが行われたため、本形式も客用扉部ステップが撤去されて該当部分の床のかさ上げが施工されている。
その後、同系列導入によって石川線所属の旧型車の大半が淘汰されたが、本形式およびモハ3750形については車齢が若く更新工事も施工済みであったため、代替対象から外されて残存した。モハ3761は石川線の予備車扱いとなり、モハ3762は両運転台構造のまま電装解除され、クハ1300形クハ1301と改称・改番の上で浅野川線に転属した。転属に際しては前述電装解除の他、制御方式の間接非自動制御化（HL化）および台車交換が施工された。転属後はモハ5101と2両編成を組んで朝夕ラッシュ時の専用編成となり、石川線ではほとんど使われなかった貫通扉、幌枠もようやく活用されるようになった。
一方、予備車化された後はほとんど稼動することのなかったモハ3761は1996年（平成8年）より休車となって鶴来駅構内に留置された。また、同年12月には浅野川線の架線電圧1500V昇圧に伴って従来車は全車運用を離脱し、同月30日付でモハ5101・クハ1301は廃車解体された。
モハ3761はその後も休車状態で残存したが、2006年（平成18年）の7700系入線に先立ち、モハ3750形3751とともに代替対象となって同年10月に廃車となった。この2両の除籍に際しては、輸送費等は譲渡先負担として一般公募による譲渡先を募り、モハ3761については石川県能美市の旧辰口温泉駅所在地に近い能美市立博物館敷地内の「のみでん広場」にて静態保存された。同車が能美市域を横断していた能美線で活躍し、1980年（昭和55年）9月13日の能美線の営業最終日にも「さよなら能美線」のヘッドマークを掲げて運用についていたことが縁で、歴史資料として同市に無償譲渡されたものである。
モハ3761は辰口中央児童館横の「のみでん広場」で展示されていたが、塗装し直した上で、2026年（令和8年）3月にIR能美根上駅東口の駅前広場に移設されることとなった。